# 基帕馬
基帕馬是哥倫比亞的城鎮，位於該國東北部，由博亞卡省負責管轄，距離首府通哈170公里，始建於1541年，面積182平方公里，海拔高度1,231米，2005年人口8,405。
5°31′N 74°11′W / 5.517°N 74.183°W